# وارنر اندرسون
وارنر اندرسون (انگلیسی: Warner Anderson; ۱۰ مارس ۱۹۱۱ – ۲۶ اوت ۱۹۷۶) هنرپیشه اهل کشور ایالات متحده آمریکا بود. وی معمولاً در فیلم‌ها نقش‌های فرعی را بازی می‌کرد.

## گزیده فیلمشناسی
از فیلم‌ها یا برنامه‌های تلویزیونی که وی در آن نقش داشته‌است می‌توان به آثار زیر اشاره کرد.
- ترانه مرد لاغر (۱۹۴۷)
- داستان بازرس (۱۹۵۱)
- ستاره (۱۹۵۲)
- شورش کین (۱۹۵۴)
- مدرسه اوباش و اراذل (۱۹۵۵)
- ردیف متهمان (۱۹۵۸)
- حباب (فیلم ۱۹۶۶) (۱۹۵۵)
- پیتون پلیس (مجموعه تلویزیونی) (۱۹۶۴–۱۹۶۹)
- تور آبی
- سانتا فه

## مرگ
اندرسون در بیمارستانی در سانتا مونیکا کالیفرنیا درگذشت. از او همسر و یک پسر به یادگار مانده است. 